# I Magi randagi
I magi randagi es una coproducción italo-franco-alemana dirigida en 1996 por Sergio Citti.
La película es un homenaje a Pier Paolo Pasolini, de quien Sergio Citti ha sido un gran colaborador. Con esta película Citti retoma la idea principal del proyecto en el que Pasolini trabajaba antes de morir. Accatone 1961, la primera película de Pasolini, está basada en una idea de Citti. De hecho este introdujo a Pasolini en el mundo del subproletariado moderno, la mayor fuente de inspiración de Pasolini. Citti ha sido considerado siempre como el único sucesor de Pasolini.

## Sinopsis
I magi randagi es la historia de tres funambulistas, un italiano, un francés y un alemán que viajan a través de Italia. En el pasado formaron parte de un circo ya disuelto, una víctima más de nuestro tiempo, como tantas otras más. Sin embargo, sus actuaciones son extraordinarias. Sus disfraces despiertan a las bestias que llevamos dentro de nosotros mismos: seres terribles, sanguinarios y sin piedad. Sus actuaciones siempre son alguna alegoría de lo que ocurre en el mundo. Pero no todos son capaces de comprender esto. Los espectadores muchas veces se alteran y la interpretación es interrumpida. Muy a menudo los tres funambulistas tienen que abandonar la ciudad a toda prisa.
Un día, el párroco de un pueblo les propone a los tres acróbatas, interpretar a los Reyes Magos en un particular pesebre viviente. El italiano interpreta a Melchor, el francés a Baltasar y el alemán a Gaspar. Pero, el Niño Jesús es un muñeco de porcelana, porque en aquel pueblo no nacen niños. No nacen porque los niños dan mucho trabajo, son ruidosos, sucios y caros. Es mejor comprar un coche nuevo que tener un hijo, así es como piensa la gente en ese pueblo. Después de su actuación los tres funambulistas pasan la noche en un granero. Antes de dormirse, un cometa aparece en el cielo. Los tres ven al cometa, pero simulan no haberlo visto. Tal vez fue sólo una ilusión. Finalmente abandonan el granero, uno por uno, secretamente, con el fin de seguir a la estrella. Tal vez creen que la estrella es el Mesías que se les ha manifestado y que viene a poner fin a la injusticia en el mundo.

## Premios
- 1997 - Premio "Silver Ribbon" al mejor guion original (Italian National Syndicate of Film Journalists)